# Bangalaia albata
Bangalaia albata là một loài bọ cánh cứng trong họ Cerambycidae.